# Нил (Сычёв)
Епи́скоп Нил (в миру Андре́й Никола́евич Сычёв; род. 19 апреля 1964, Рогановка, Горьковская область) — архиерей Русской православной церкви, епископ Муромский и Вязниковский (с 2013).

## Биография
Родился 19 апреля 1964 года в деревне Рогановка Сергачского района Горьковской области в семье рабочего.
В 1972—1983 годах обучался в Сергачской средней школе. В 1982—1984 годах исполнял обязанности пономаря Никольского храма села Лопатино Сергачского района.
В 1984—1986 годах служил в рядах Вооружённых сил СССР.
Сразу после демобилизации распоряжением архиепископа Владимирского и Суздальского Серапиона (Фадеева) назначен его келейником, штатным иподиаконом и комендантом Владимирского епархиального управления.
2 июня 1986 года архиепископом Серапионом был пострижен в рясофор, 24 июня — в монашество с именем Нил в честь преподобного Нила Сорского, 6 июля посвящён во чтеца и иподиакона.
17 июля 1986 года архиепископом Серапионом в Успенском кафедральном соборе города Владимира был рукоположён в сан иеродиакона, а 19 августа в Успенском соборе Троице-Сергиевой лавры — во иеромонаха. Назначен настоятелем домовой церкви во имя Владимирской иконы Божией Матери Архиерейских покоев во Владимире.
В 1988 году возведён в сан игумена.
8 сентября 1988 года митрополитом Кишинёвским и Молдавским Серапионом возведён в сан архимандрита с возложением палицы, креста с украшениями и митры.
При архиепископе Валентине (Мищуке) служил настоятелем новооткрытого Вознесенского храма.
26 октября 1990 года, с приходом епископа Евлогия (Смирнова), почислен за штат Владимирской епархии с правом перехода в Тамбовскую епархию, где стал личным секретарём епископа Тамбовского и Мичуринского Евгения (Ждана).
1 мая 1991 года почислен за штат Тамбовской епархии и вернулся во Владимирскую епархию. Епископом Владимирским и Суздальским Евлогием (Смирновым) назначен экономом возрождаемой Богородице-Рождественской Лукиановой мужской пустыни близ города Александрова.
23 февраля 1993 года, по благословению патриарха Алексия II, назначен наместником вновь открывшейся Смоленской Зосимовой мужской пустыни близ железнодорожной станции Арсаки Александровского района Владимирской области.
С 1996 по 2001 год был благочинным монастырей Владимирской епархии. С 9 октября 2001 года — благочинный монастырей Владимирского округа Владимирской епархии.
17 июля 2001 года постановлением Священного Синода утверждён наместником Богородице-Рождественского мужского монастыря во Владимире с освобождением от обязанностей наместника Смоленской Зосимовой пустыни в Александровском районе Владимирской области.
Входил в епархиальный и монастырский совет Владимирской епархии, исполнял послушание секретаря Владимирского епархиального управления по монастырям.
В 2005 году заочно окончил Владимирскую духовную семинарию, а также Владимирский государственный университет по специальности «Психология».
В 2006 году назначен заведующим сектором заочного обучения Владимирской духовной семинарии по воспитательной и финансово-практической работе.
В 2007 году включён в состав единого епархиального реставрационно-строительного отдела в качестве руководителя отдела производства строительных и реставрационных работ. В 2008 году вошёл в состав епархиальной комиссии по юбилейным датам и организации юбилейных торжеств и мероприятий.
В январе 2009 года был делегатом Поместного собора Русской православной церкви от монашествующих Владимирской епархии.
В 2009 году назначен руководителем строительного отдела Владимирской епархии. В 2010 году назначен председателем епархиальной комиссии по проверкам финансово-хозяйственной деятельности приходов и монастырей.

### Архиерейство
16 марта 2012 года решением Священного синода РПЦ и согласно прошению архиепископа Владимирского и Суздальского Евлогия был избран епископом Муромским, викарием Владимирской епархии.
23 апреля в храме Всех Святых, в земле Российской просиявших, Патриаршей и Синодальной резиденции в Свято-Даниловом монастыре был наречён во епископа Муромского, викария Владимирской епархии.
2 мая в храме Воскресения Словущего Покровского женского монастыря города Москвы был хиротонисан во епископа Муромского, викария Владимирской епархии. Хиротонию совершили патриарх Московский и всея Руси Кирилл, митрополит Саранский и Мордовский Варсонофий (Судаков), митрополит Тульский и Ефремовский Алексий (Кутепов), митрополит Екатеринбургский и Верхотурский Кирилл (Наконечный), архиепископ Владимирский и Суздальский Евлогий (Смирнов), архиепископ Курский и Рыльский Герман (Моралин), епископ Солнечногорский Сергий (Чашин), епископ Бельцкий и Фэлештский Маркелл (Михэеску), епископ Нижнетагильский и Серовский Иннокентий (Яковлев).
С 11 по 25 июня 2012 года в общецерковной аспирантуре и докторантуре проходил курсы повышения квалификации для новопоставленных архиереев.
16 июля 2013 года решением Священного синода РПЦ в связи с учреждением Муромской епархии стал самостоятельным епископом Муромским и Вязниковским.
17 июля 2020 года утверждён священноархимандритом Благовещенского мужского монастыря города Мурома.
2 июля 2021 года защитил магистерскую диссертацию на тему «История почитания святых князя Петра и княгини Февронии в церковной и духовной публицистике и искусстве» в Казанской духовной семинарии.

## Награды
- награждён набедренник (1986)
- Наперсный крест (Пасха 1987)
- право служения Божественной литургии с отверстыми Царскими вратами до Херувимской песни (к Пасхе 1997 года)
- право служения Божественной Литургии с отверстыми Царскими вратами до «Отче наш» (к Пасхе 2002 года)
- Памятная медаль «800 лет со дня рождения святого благоверного князя Александра Невского» (10 декабря 2021)[11]